# Naissance en 1378
Naissance
- 1374
- 1375
- 1376
- 1377
- 1378
- 1379
- 1380
- 1381
- 1382

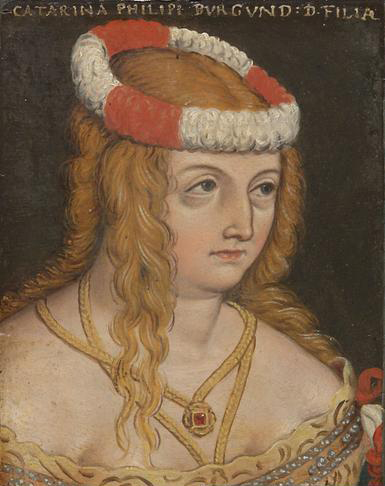
Catherine de Bourgogne, née en 1378.

Cette page dresse une liste de personnalités nées au cours de l'année 1378  :
- 23 janvier : Louis III du Palatinat, électeur palatin du Rhin, de la Maison de Wittelsbach.
- 27 mai : Zhu Quan, 17ème fils de l’empereur Ming Hongwu  († 12 octobre 1448).
- 22 juin : Walter Hungerford, 1er baron Hungerford, soldat, diplomate et homme d'État anglais.
- 16 août : Ming Renzong, empereur de Chine.
- 24 octobre : David Stuart, héritier du trône d'Écosse.
- 31 décembre : Calixte III, pape de l’Église catholique.

- Jeanne II d'Auvergne, dite Jeanne de Boulogne, comtesse d'Auvergne, de Boulogne et de Guînes, puis duchesse d'Auvergne et de Berry.
- Guidantonio da Montefeltro, condottiere, qui prend pacifiquement, les rênes du duché d'Urbino. Il rachete au pape Boniface IX le titre de seigneur d'Urbino, mécène de Piero della Francesca, vicaire pontifical sous Martin V.
- Catherine de Bourgogne, comtesse de Flandre, de Bourgogne, de Nevers et de Rethel.
- Victorin de Feltre, humaniste et instituteur italien.
- Gérard de la Marck, gouverneur du comté de La Marck sans qu'il soit autorisé à utiliser le titre de comte de La Mark.
- Thomas de Metsop, religieux et historien arménien qui a laissé un récit des invasions caucasiennes de Tamerlan.
- Jean de Trévilles, abbé picard, devenu évêque de Trévilles.
- John Fastolf, brillant militaire anglais.
- Angelotto Fosco, cardinal italien.
- Lorenzo Ghiberti, sculpteur florentin du Quattrocento.
- Ashikaga Mitsukane, guerrier de l'époque Nanboku-chō, et troisième Kantō kubō de Kamakura-fu.
- Trần Thuận Tông, empereur du Đại Việt, 12e de la Dynastie Trần.
- Park Yeon, musicien coréen de la période de Joseon.

date incertaine (vers 1378)
- Robert Campin, peintre primitif flamand.
- Goharshad, femme de la noblesse persane et épouse préférée de Shah Rukh, empereur de la dynastie timouride.

## Crédit d'auteurs
- Cet article est partiellement ou en totalité issu de l'article intitulé « 1378 » (voir la liste des auteurs).